# Andrew Edward McKeever
Andrew Edward McKeever, kanadski letalski častnik, vojaški pilot in letalski as, * 21. avgust 1894, Listowel, Ontario, † 25. december 1919, Listowel, Ontario.
Podpolkovnik McKeever je v svoji vojaški službi dosegel 31 zračnih zmag.

## Življenjepis
Med prvo svetovno vojno je bil sprva pripadnik Queen's Own Rifles of Canada, kjer se je dokazal kot izvrstni strelec. 
Proti koncu leta 1916 je postal pripadnik Kraljevega letalskega korpusa, nato pa je bil maja 1917 dodeljen 11. eskadrilji. V tem času je postal pilot z največ zmagami med celotno vojno z letalom B.E.2s in tudi najboljši letalski as 11. eskadrilje. Zadnjo, 31. letalsko zmago, je dosegel malo pred opoldnevom 30. novembra 1917; v tem boju je napadel 9 nemških letal in jih sestrelil štiri.
Po vojni se je vrnil v Kanado, nato pa se je leta 1919 preselil v ZDA, kjer je postal direktor letališča. Umrl je v avtomobilski nesreči.

## Odlikovanja
- Distinguished Service Order (DSO)
- Military Cross (MC) s ploščico
- Distinguished Flying Cross (DFC)
- Croix de Guerre s palmo